# Евлогий (Стамболджиев)
Епископ Евлогий (в миру Божидар Стоянов Стамболджиев; 16 июня 1954, София) — епископ Болгарской православной церкви, епископ Адрианопольский, викарий Пловдивской епархии, игумен Рыльского монастыря.

## Биография
Окончил художественное училище в Софии по специальности «Декоративные и строительные покрытия». По собственному признанию: «есть предметы, которые в большей степени повлияли на меня и развили мое чувство эстетики. Мы изучали гармонию цветов, аранжировку… Это пригодилось в будущем, при проведении реставрационных и ремонтных работ в нашем монастыре, при благоукрашении в храмах церковного убранства»
В сентябре 1975 года поступил в Софийскую духовную академию святого Климента Охридского, которую окончил в 1979 году.
14 апреля того же года в Рыльском монастыре епископ Драговитийским Иоанном пострижен монашество с именем Евлогий, а 19 апреля был рукоположён во иеродиакона.
С сентября 1980 по лето 1982 годы учился в Московской духовной академии, защитил кандидатскую диссертацию «Болгарская Православная Церковь в русской церковной периодической печати во 2-й пол. XIX и нач. XX в.: Обзор и анализ».
1 апреля 1982 года в академическом храме МДА епископом Дмитровским Владимиром (Сабоданом) был рукоположён во иеромонаха.
С 1 ноября 1982 по 1 июня 1986 года — протосинкелл Сливенской епархии.
27 марта 1983 года возведен в достоинство архимандрита.
В 1986 году назначен заместителем ректора, священником и преподаватель Софийской духовной семинарии. Вместе с тем исполнял должность игумена Черепишского монастыря, где на тот момент располагалась семинария.
С 1 декабря 1986 до конца ноября 1987 годы — протосинкелл Доростольско-Червенской епархии.
C 1 декабря 1987 по 1 июня 1989 года — протосинкелл Видинской епархии.
С 1 июня 1989 до конца июня 1990 года — протосинкелл Софийской епархии.
С 1990 года преподавал, а с 1991 года в продолжении 15 лет ректорствовал в Пловдивской духовной семинарии святых Кирилла и Мефодия.
18 октября 1998 года был хиротонисан во епископа Адрианопольского, викария Пловдивской епархии, продолжая оставаться ректором семинарии.
20 ноября 2005 года назначен игуменом Рыльского монастыря.